# Eubrianax ihai
Eubrianax ihai is een keversoort uit de familie keikevers (Psephenidae). De wetenschappelijke naam van de soort werd in 1970 gepubliceerd door Chûjô & Satô.